# Felix (ソフトウェア)
Felix（フィリックス）は、和英翻訳者によって開発された翻訳支援ツールである。
2008年5月にTransAssistから改名し公開されている。2015年08月に販売終了となり、フリーソフトとなる。
最新バージョンは2.0.0.1。

## 概要
- Microsoft Windows OSが動作するコンピュータ上で動作し、テキスト文書、RTF、HTML、マイクロソフト社のワード文書、エクセル文書、パワーポイント文書、などの文書の翻訳を支援する。
- マイクロソフト Word、Excel、PowerPointの各ファイルをダイレクトに上書き翻訳する形で、各プログラムにツールバーやメニューが表示される。